# Bhojpuris
Les peuples Bhojpuri ou les Bhojpuris (Devnagari: भोजपुरिया, Latin: Bhojpuriya) est un groupe ethnolinguistique indo-aryen du sous-continent indien qui parle la langue Bhodjpouri et habite dans la région de Bhojpur-Purvanchal en Inde. Cette région est maintenant divisée entre la partie occidentale de l'État indien du Bihar et la partie orientale de l'État indien de l'Uttar Pradesh, ainsi que quelques districts voisins de la région Teraï situant dans la province du Madhesh en Népal. Les districts du Bihar ayant une population importante parlant le bhodjpouri sont les districts de Bhojpur (surnommé le Bhojpuriya Des lui-même), Buxar, Kaimur, Sasaram (Rohtas), Saran, Siwan, Gopalganj, Champaran occidental et Champaran oriental.
Une importante population de la diaspora indienne des Bhojpuris se trouve à Trinité-et-Tobago, au Guyana, au Suriname, dans d'autres parties des Caraïbes, aux Fidji, au Myanmar, à Natal en Afrique du Sud, aux Seychelles et à Maurice. La plupart des Indiens du Natal sont des Bihari sud-africains qui parlent un dialecte sud-africain de la langue bhodjpouri avec une influence lexicale afrikaans de la région appelé le Naitali aussi connu comme le bhodjpouri sud-africain. La majorité des Indo-Mauriciens sont des Bihari Mauriciens qui parlent un dialecte mauricien de la langue bhodjpouri avec une influence lexicale créole de l’île appelé le Bhodjpouri Mauricien aussi connu comme le calcuttiya.

## Langue
Le bhodjpouri est une langue indo-aryenne qui est parlée par environ 50 millions de personnes et utilisée dans le nord-est de l'Inde et dans le sud-est du Népal. Il est principalement parlé dans la région de Bhojpur au Bihar et dans la région de Purvanchal au Uttar Pradesh ainsi que dans la région de Teraï au Madhesh. La langue bhodjpouri est considérée sociolinguistiquement comme l'un des nombreux dialectes de la langue Hindi, bien qu'elle appartienne officiellement à la branche géographique Bihari des langues indiennes orientales.
Le Fidji Hindi, langue officielle des Fidji, est une variante de l'awadhi et du bhodjpouri. L'Hindoustani des Caraïbes est également une variante du bhodjpouri et de l'awadhi. Le bhodjpouri est l'une des langues officielles reconnues du Népal. C'est également une langue minoritaire au Guyana, à Trinité-et-Tobago, au Suriname, à Natal en Afrique du Sud et à l'Île Maurice.
La variante du Bhodjpouri du peuple indo-caribéen (en) est l'hindoustani des Caraïbes. Il a connu une influence lexicale anglaise considérable à Trinité-et-Tobago et au Guyana, ainsi qu'une influence lexicale créole, néerlandaise et anglaise considérable au Suriname, en langue Sranan Tongo.
À Maurice, un dialecte distinct du bhodjpouri est toujours utilisé. L'usage quotidien de la langue à Maurice est en baisse et aujourd'hui, elle est parlée par environ 5% de la population, selon le dernier recensement.

## Cuisine
La cuisine bhojpuri fait partie de la cuisine de l'Inde du Nord et du Népal qui est un style de préparation culinaire très courant chez les Bhojpuris vivant dans la région de Bhojpur au Bihar et de Purvanchal au Uttar Pradesh en Inde ainsi dans la région de Teraï au Madhesh en Népal. Les aliments bhojpuri sont pour la plupart doux et sont moins chauds en termes d'épices utilisées, mais pourraient être plus chauds et plus épicés selon les préférences individuelles.
La nourriture est faite sur mesure pour le style de vie des Bhojpuris, dans lequel le peuple rural brûle beaucoup de calories dans les champs. Les Bhojpuris sont fiers de célébrer leurs divers festivals et rites religieux avec des aliments; en conséquence, leur nourriture ressemble beaucoup aux délices offerts aux divinités hindous.
Les Bhojpuris aiment manger des plats de légumes et de viande. La cuisine est fortement influencée par la cuisine voisine d'Awadhi et de Mughlai. Contrairement à la perception occidentale, dans laquelle tout plat de sauce indienne est appelé curry, la cuisine Bhojpuri ne retrace aucune histoire avec l'utilisation des épices du curry ou de feuilles de curry. Les riches sauces de cette région, en fait tout le nord de l'Inde où la feuille de curry est une épice étrangère, peuvent être considérées comme des ragoûts plutôt que des curries.